# Association statistique norvégienne
L'Association statistique norvégienne (en norvégien, Norsk Statistisk Forening (NSF) compte trois sociétés locales situées respectivement à Oslo, Bergen et Trondheim. La NSF édite un magazine, Tilfeldig Gang. Elle est l'une des quatre organisations responsables de la revue Scandinavian Journal of Statistics (SJS).
La Norsk Statistisk Forening est fondée le 7 janvier 1919. L'objectif principal de l'Association est d'agir comme un lien entre les statisticiens norvégiens et de promouvoir leurs recherches et leurs intérêts professionnels. L'Association vise également à renforcer les relations entre les statisticiens des pays nordiques et à accroître les contacts avec la société statistique internationale. En 2007, l'Association a créé le prix Sverdrup, décerné tous les deux ans et destiné à récompenser d'éminents représentants de la profession statistique. 